# Sinistra Ecologia Libertà
Sinistra Ecologia Libertà er et italiensk venstreorienteret parti, der blev dannet i 2009. Partiet ledes af Nichi Vendola. 